# 薩米內
薩米內（法語：Saminé），是馬里的城鎮，位於該國中部，由塞古區的塞古省負責管轄，面積197平方公里，海拔高度280米，2009年人口12,082，人口密度每平方公里61人。